# Antoine Olivier
Antoine Olivier, mort le 17  février  1560  , est un prélat français  du XVIe siècle qui fut successivement évêque de Digne de 1546 à 1552 et évêque de Lombez de 1552 à sa mort.

## Biographie
Antoine Olivier est fils de Jacques Olivier, seigneur de Leuville, chancelier du duché du Milan et président du parlement de Paris, et de Geneviève Tulleu, et est le frère de François Olivier, chancelier de France. Il est abbé commendataire du Voet ou de Valasse et est nommé évêque de Digne en 1546. Antoine Olivier est transféré en 1552 au siège de Lombez.